# Stenogobius marinus
Stenogobius marinus és una espècie de peix de la família dels gòbids i de l'ordre dels perciformes.

## Morfologia
- Els mascles poden assolir 5,5 cm de longitud total i les femelles 4,55.[4][5]

## Hàbitat
És un peix de clima tropical i demersal.

## Distribució geogràfica
Es troba a la costa nord-occidental de Nova Guinea.

## Observacions
És inofensiu per als humans.